# Résolution 290 du Conseil de sécurité des Nations unies
Membres permanents
- Chine (Taïwan)
- États-Unis
- France
- Royaume-Uni
- URSS

Membres non permanents
- Burundi
- Colombie
- Espagne
- Finlande
- Nicaragua
- Népal
- Pologne
- Sierra Leone
- Syrie
- Zambie

Résolution no 289 Résolution no 291
La résolution 290 du Conseil de sécurité des Nations unies est adoptée à 11 voix contre zéro lors de la 1 563e séance du Conseil de sécurité des Nations unies le 8 décembre 1970, après de nouvelles invasions du territoire de la République de Guinée par des unités navales et militaires du Portugal les 22/23 et 27/28 novembre (nom de code Operação Mar Verde (Opération Mer Verte) par les Portugais), le Conseil a réaffirmé ses nombreuses résolutions antérieures sur le sujet, notamment le droit des peuples d'Angola, du Mozambique et de la Guinée portugaise à être libérés de l'Empire portugais dirigé par le régime de l'Estado Novo. Le Conseil a fait siennes les conclusions du rapport de la mission spéciale en République de Guinée, a fermement condamné le gouvernement portugais, a exigé qu'une indemnisation intégrale soit versée à la République et a déclaré que le colonialisme portugais constituait une grave menace pour la paix et la sécurité en Afrique.
Le Conseil a ensuite demandé instamment à tous les États de s'abstenir de fournir au Portugal toute assistance militaire et matérielle qui lui permettrait de poursuivre ses actions répressives et a appelé le Portugal à libérer immédiatement ses territoires africains. La résolution a conclu en avertissant le Portugal que toute répétition de ces attaques justifierait l'examen immédiat de mesures appropriées et a demandé aux alliés du Portugal d'exercer leur influence au nom du Conseil.
La résolution a été adoptée par 11 voix; la France, l'Espagne, le Royaume-Uni et les États-Unis se sont abstenus.

### Sources
- (en) Cet article est partiellement ou en totalité issu de l’article de Wikipédia en anglais intitulé « United Nations Security Council Resolution 290 » (voir la liste des auteurs).

### Texte
- Résolution 290 Sur fr.wikisource.org
- Résolution 290 Sur en.wikisource.org